# منطقه ادادو
منطقه ادادو در سومالی است که در galguduud واقع شده‌است.